# Île Fousset (rocher)
Pour les articles homonymes, voir Fousset et île Fousset.
L'île Fousset est un rocher au large de la Guinée. Elle est située dans la région de Conakry, dans la partie ouest du pays, à 18 km au sud-ouest de Conakry, la capitale du pays.
Le terrain autour de l'île Fousset (rocher) est plat. Le point culminant du secteur culmine à 70 mètres et à 1,2 km à l'ouest de l'Île Fousset. La grande ville la plus proche est Camayenne, 17,2 km au nord-est de l'Île Fousset. Dans la région autour de l'île Fousset, les îles et les îlots sont remarquablement communs.
Le climat relève de la mousson. La température moyenne est de 22 °C. Le mois le plus chaud est novembre, à 25 °C, et le plus froid est juillet, à 20 °C. La pluviométrie moyenne est de 3 471 millimètres par an. Le mois le plus humide est août, avec 934 millimètres de pluie, et le plus sec est janvier, avec 2 millimètres.
| Île Fousset (rocher) Climatogramme Haut : Température maximale moyenne (°C) Bas : Précipitations (mm). Total annuel : 3 471 mm.Source : |         |          |          |           |           |           |        |        |           |           |          |
| J | F       | M        | A        | M         | J         | J         | A      | S      | O         | N         | D        |
| 2 23 | 3 24 22 | 17 23 21 | 18 22 21 | 159 23 20 | 362 24 20 | 861 22 19 | 934 20 | 672 20 | 305 23 21 | 126 26 24 | 12 25 24 |

| Localisation de la Guinée dans le Monde |

| Localisation de la Guinée dans le Monde |